# Рабиа, Рами
Рами Хишам Абдель Азиз Рабиа (араб. رامي ربيعة‎; 20 мая 1993, Каир, Египет) — египетский футболист, защитник каирского «Аль-Ахли» и сборной Египта.

## Клубная карьера
Рами — воспитанник клуба «Аль-Ахли» из своего родного города. 21 декабря 2010 года он в матче против «Харас Эль-Ходуд» он дебютировал в чемпионате Египта. 10 марта 2013 года в поединке против ЕНППИ Рабиа забил свой первый гол за «Аль-Ахли». В составе каирского клуба Рами дважды выиграл национальное и Лигу чемпионов КАФ, а также Суперкубок КАФ и Суперкубок Египта.
Летом 2014 года Рами перешёл в португальский «Спортинг». Сумма трансфера составила 750 тыс. евро. 14 января 2015 года в матче Кубка Португалии против «Боавишты» он дебютировал за лиссабонскую команду. В том же году Рабиа стал обладателем трофея.
Летом 2015 года Рабиа вернулся в «Аль-Ахли».

## Международная карьера
14 января 2013 года в товарищеском матче против сборной Кот-д’Ивуара Рабиа дебютировал за сборную Египта. 7 марта в поединке против сборной Катара Рами забил свой первый гол за национальную команду.
В 2013 в составе молодёжной сборной Рабиа попал в заявку на 2013 и молодёжный чемпионат мира в Турции. На турнире он сыграл в матчах против команд Ирака, Чили и Англии.

### Голы за сборную Египта
| #   | Дата           | Место                              | Противник | Счёт | Результат | Соревнование               |
| --- | -------------- | ---------------------------------- | --------- | ---- | --------- | -------------------------- |
| 01. | 7 марта 2013   | Тани бин Яссим, Доха, Катар        | Катар     | 0:1  | 3:1       | Товарищеский матч          |
| 02. | 14 ноября 2013 | 30 июня, Каир, Египет              | Замбия    | 2:0  | 2:0       | Товарищеский матч          |
| 03. | 14 июня 2015   | Борг-эль-Араб, Александрия, Египет | Танзания  | 1:0  | 3:0       | Отборочный турнир КАН-2017 |

## Достижения
Командные
 «Аль-Ахли»
- Чемпионат Египта по футболу — 2010/11
- Чемпионат Египта по футболу — 2013/14
- Чемпионат Египта по футболу — 2015/16
- Обладатель Суперкубка Египта — 2011
- Обладатель Суперкубка КАФ — 2013
- Победитель Лиги чемпионов КАФ — 2012
- Победитель Лиги чемпионов КАФ — 2013
- Победитель Лиги чемпионов КАФ — 2020
- Победитель Лиги чемпионов КАФ — 2021

 «Спортинг» (Лиссабон)
- Обладатель Кубка Португалии — 2014/2015

Международные
 Египет (до 20)
- Молодёжный кубок Африки — 2013
- Молодёжный кубок Африки — 2011